# Diecezja Kabinda (Demokratyczna Republika Konga)
Diecezja Kabinda – diecezja rzymskokatolicka w Demokratycznej Republice Konga. Powstała w 1953 jako wikariat apostolski. W 1959 podniesiona do rangi diecezji.

## Biskupi diecezjalni
- Georges Kettel (1953–1968)
- Matthieu Kanyama (1968–1995)
- Valentin Masengo (1995–2018)
- Félicien Ntambue Kasembe (2020–2024)